# Opel Diplomat
De Opel Diplomat was een grote luxesedan van het Duitse automerk Opel waarvan tussen 1964 en 1977 twee generaties gebouwd werden.

## A (1964-1968)

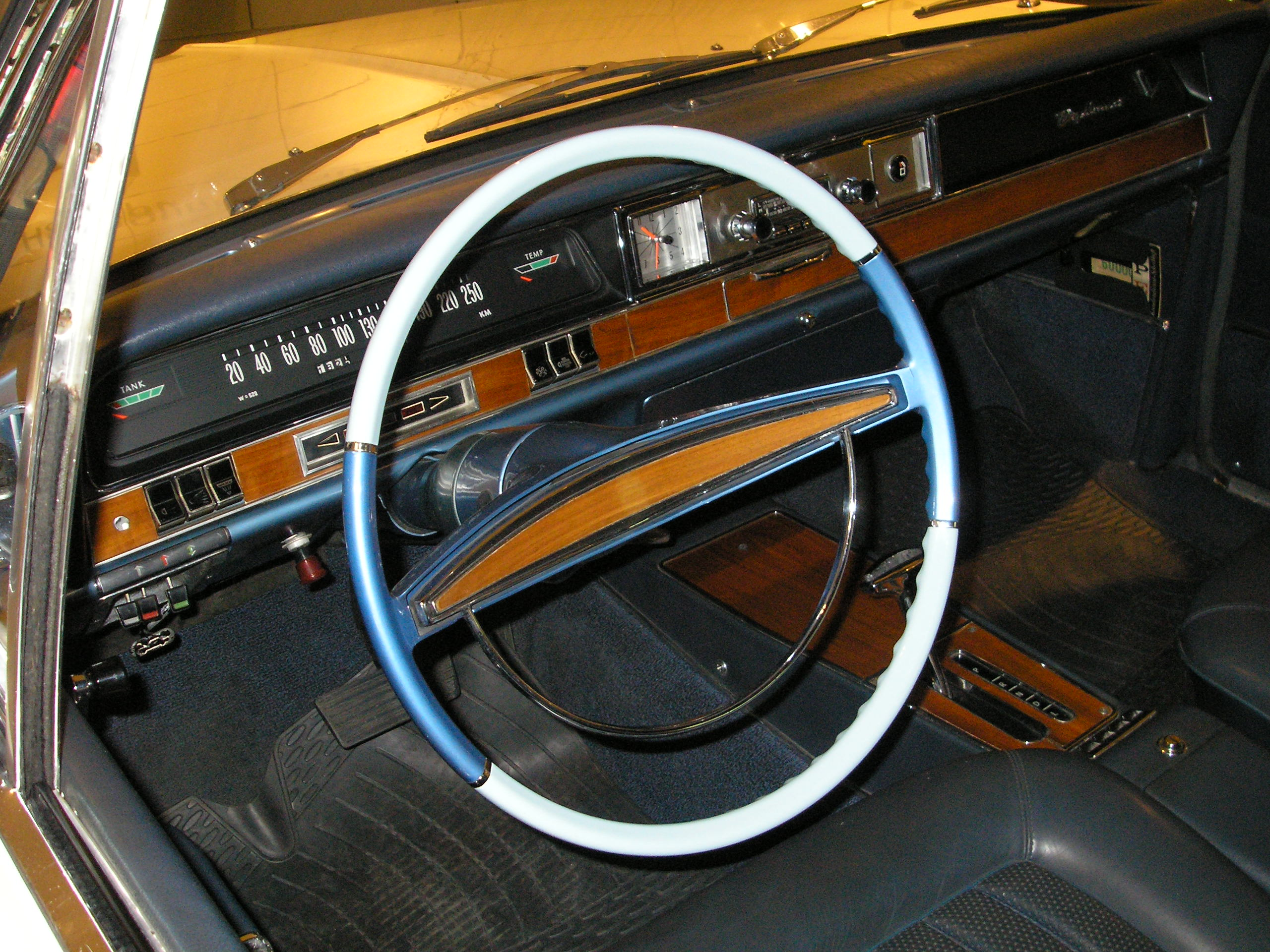
Het dashboard.

De topmodellen van Opel waren al sinds eind jaren dertig de Admiral (1937) en de Kapitän (1938) geweest. In juni 1964 werden beide samengevoegd met de nieuwe Diplomat tot de zogenaamde KAD-serie. De drie modellen in de serie waren in essentie dezelfde auto en technisch gebaseerd op de 1961 Buick Special. De Kapitän was een zeer ruime maar relatief eenvoudige auto, geliefd als taxi of riante gezinswagen. De Admiral had de techniek van de Kapitän maar was luxueuzer uitgevoerd, met o.a. houtafwerking en fraaie bekleding. De Diplomat was de duurste en meest luxueuze van de drie. Van 1965 tot juli 1967 werd een speciale Diplomat Coupé gebouwd door carrosseriebouwer Karmann. Van deze peperdure, 25.000 Duitse mark kostende coupé werden slechts 347 stuks gemaakt.
De KAD-serie verscheen in juni 1964 als opvolger van de Opel Kapitän. Er waren twee uitvoeringen van de zes-in-lijnmotor- tot 1966 de vooroorlogse 2,6 liter OHV en vanaf 1967 de 2,8 liter CIH (camshaft-in-head) - en één V8-motor van 4,6 liter te verkrijgen. Die V8 werd gebouwd door GM merk Chevrolet en werd geïmporteerd uit de Verenigde Staten. In oktober 1966 werd deze vervangen door een exemplaar van 5,4 liter. Als hoogst gepositioneerde was het model Diplomat vanaf dan enkel met de V8 en de ook al Amerikaanse Powerglide tweetraps automatische versnellingsbak te verkrijgen. Om probleemloos een kruissnelheid van 200 km/u te halen werd de Diplomat Coupé voorzien van het motorblok uit de competitiemodellen van de Chevrolet Corvette.
In september 1967 werd de KAD-serie gefacelift. De drie modellen kregen beschermstrips op de flanken, een nieuw stuursysteem en net als de V8 kregen de 2.6 en de 2.8 liter versies een verwarmde achterruit.
De grote KAD's zijn nooit populair geweest. Tussen juni 1964 en november 1968 werden 89.277 exemplaren gebouwd, waarvan 9152 Diplomats.

## B (1969-1977)

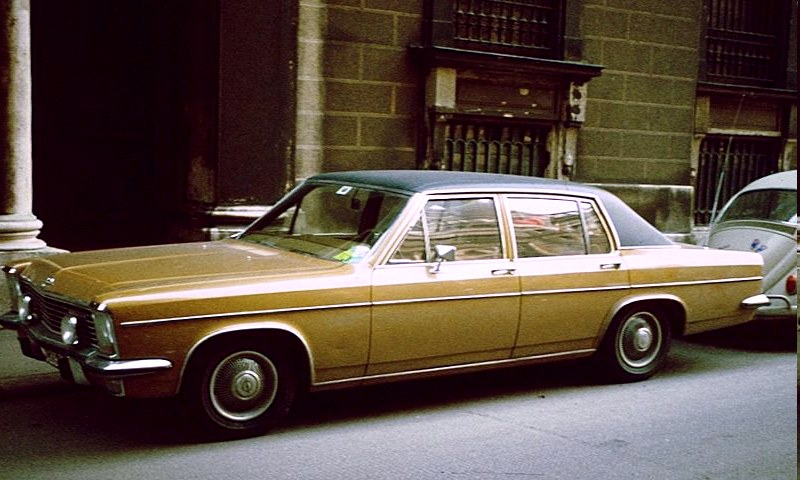
Afbeelding uit 1970.

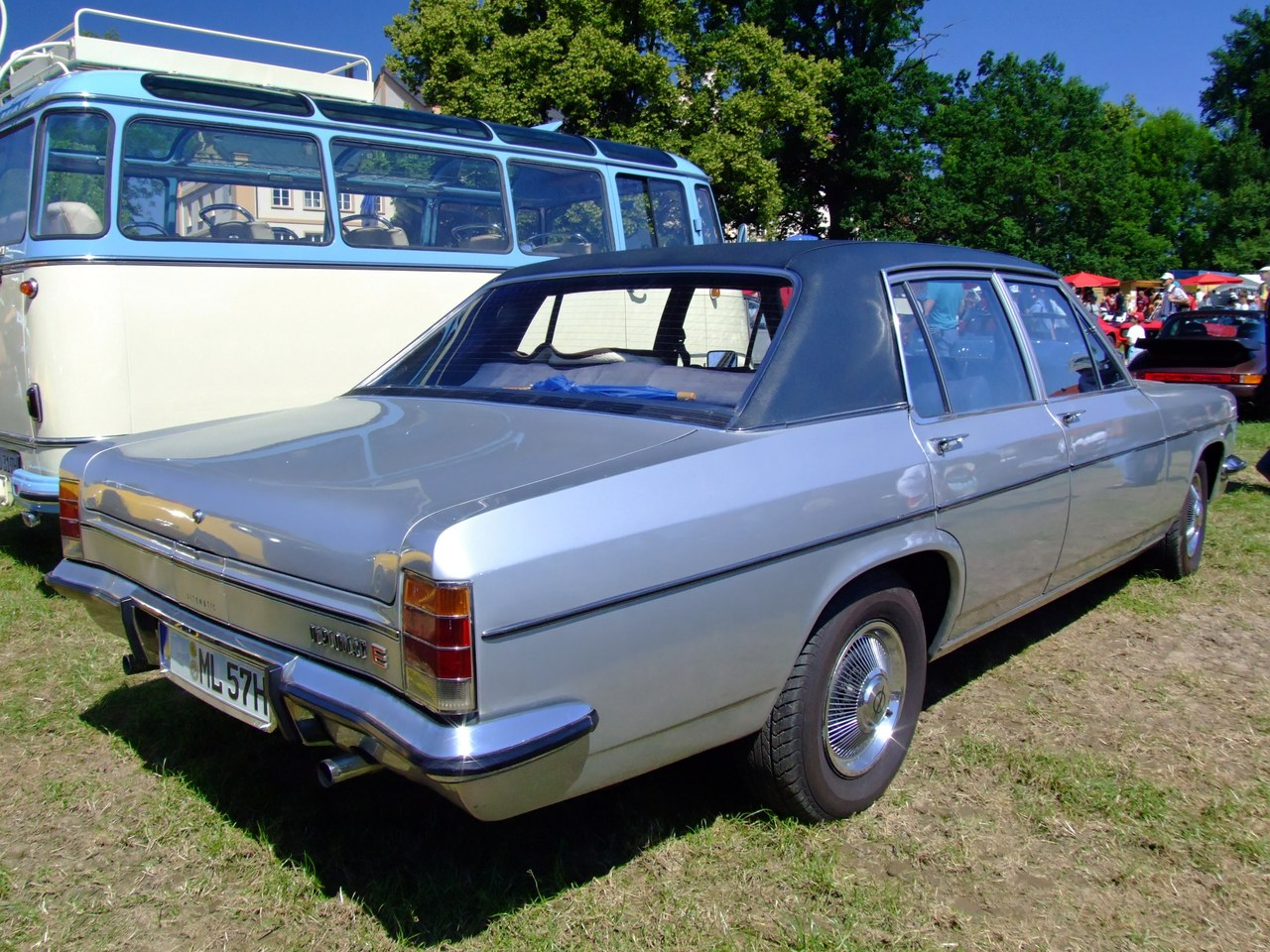
Achterzijde van een Diplomat E uit 1972.

In maart 1969 verscheen een nieuwe KAD-serie met een nieuw koetswerk en verbeterd chassis. De lijn bestond uit dezelfde drie modellen die allen gerefereerd werden met het postfix B. De nieuwe auto was iets kleiner dan de vorige en had de typische stijl van General Motors uit de periode die bijvoorbeeld ook te zien was in de Holden HX Statesman.
De Diplomat B kon deze keer ook verkregen worden met de zes-in-lijnmotor, zij het met brandstofinjectie (Diplomat E). Daarnaast was er nog steeds het Chevrolet-V8 motorblok dat nu aan een drietraps automaat hing. Deze Diplomat V8 moest concurreren met de Mercedes-Benz 350 SE en - 450 SE. Vanaf mei 1973 verscheen ook een versie met verlengde wielbasis tegen de Mercedes SEL's.

De KAD B's vonden opnieuw weinig bijval en met de oliecrisis van 1973 gingen autokopers sterker letten op het brandstofverbruik. Tegen het einde van de productie in augustus 1977 waren 61.559 exemplaren van het model geproduceerd waaronder zo'n 23.500 Diplomats. Op basis van de Diplomat B ontwikkelde Bitter de Bitter CD (voor "Coupé Diplomat"). In februari 1978 werd de Diplomat B opgevolgd door de kleinere, modernere en meer Europese Opel Senator.